# Dánielfy Zsolt
Dánielfy Zsolt István (Budapest, 1957. május 6. –)  Jászai Mari-díjas magyar színművész, filmrendező, forgatókönyvíró.

## Pályája
Dánielfy Zsolt okleveles színművész, 1981-ben végzett a Színház- és Filmművészeti Főiskolán, Kállai Ferenc és Szirtes Tamás növendékeként.
Ezt megelőzően a Vígszínházban és a Madách Színházban volt gyerekszínész. Tanulmányai elvégzése után rögtön Debrecenbe szerződött. Már az első években a Csokonai Színház egyik vezető színészévé vált, mára rengeteg sikeres főszereppel a háta mögött, Debrecen kulturális és művészeti életének közismert alakja. Otthonosan mozog a színházművészet szinte minden területén, nemcsak játszik a drámáktól a komédiákon keresztül az operetteken át a musicalekig mindent, hanem darabot ír, rendez, sőt az utóbbi időben még filmrendez is. Öt játékfilmje közül több is nyert különböző rangos fesztiválokon, a legutóbbi, a Kossuth papja, két fesztivál fődíját is elhozta.
Színházi szerepei közül a „Csendesek a hajnalok” Vaszkov törzsőrmestere, a „Godspell” Jézusa, Dürrenmatt: „Fizikusok” Möbiusa, a „Lúdas Matyi” Döbrögije, a „Don Quijote”Sancho Panzája, a „Légy jó mindhalálig” Valkay tanár ura, a „Csárdáskirálynő” Miska pincére, a „Szigorúan ellenőrzött vonatok” Tapicska forgalmistája, mind-mind maradandó alkotásai közé tartoznak.
Eddigi pályafutása alatt több, mint 150 szerepet játszott, munkáját a szakma és a közönség is elismerte.
Művészi munkája mellett jelentős közéleti tevékenységet folytat: 1990–1994 és 1998-2014 között önkormányzati képviselő, városi közgyűlés kulturális bizottságának tagja, 2006-tól alelnöke, jelenleg is a Debrecen Kultúrájáért Alapítvány kuratóriumának a tagja.
1984-ben az akkori Megyei Tanács Csokonai-díjjal tüntette ki, nem sokkal később színészi munkája elismeréseként és a kulturális miniszter kitüntetését is átvehette. Pályáját eddig több megtisztelő elismerés, Évad Színművésze, Thália nyakkendő, a Hajdú- Bihari Napló közönségdíja és számos nívódíj kísérte. 

### Családja
Fia, Dánielfy Gergely színész, énekes.

### Színpadi szerepei
- 2018 A szemüveges szirén színész Bemutató 2018. március 19.
- 2017 Menekülők színész Bemutató 2017. október 27.
- 2016 Időfutár színész Bemutató 2016. december 19.
- 2016 Az özvegy Karnyóné és két szeleburdiak színész Bemutató 2016. április 22
- 2015 Made in Hungária színész Bemutató 2015. december 18.
- 2015 A magyar Faust színész Bemutató 2015. október 2.
- 2015 Tűzrőlpattant Tündérország színész Bemutató 2015. január 13.
- 2014 Marica grófnő színész Bemutató 2014. október 10.
- 2014 Titus Anatómiája, Róma bukása színész Bemutató 2014. november 21.
- 2014 Nevető antikvitás színész Bemutató 2014. április 10.
- 2013 A víg özvegy színész Bemutató 2013. szeptember 13.
- 2013 Régimódi történet színész Bemutató 2013. november 29.
- 2013 Légy jó mindhalálig színész Bemutató 2013. december 13.
- 2012 Na’ Conxypanban hull a hó színész Bemutató 2012. november 30.
- 2012 Kóbor csillag színész Bemutató 2012. március 30.
- 2012 S.Ö.R. – Shakespeare Összes Röviden színész
- 2011 A revizor színész Bemutató 2011. február 11.
- 2011 Háry János színész Bemutató 2011. április 29.
- 2010 Végítélet színész
- 2010 A makrancos hölgy színész Bemutató 2010. február 26.
- 2010 Két bögre kincs színész Bemutató 2010. október 22.
- 2009 Boldogult úrfikoromban színész Bemutató 2009. október 9.
- 2009 Szegény Dzsoni és Árnika színész Bemutató 2009. november 19.
- 2008 Ribillió Rómában (Dundo Maroje) színész Bemutató 2008. október 3.
- 2008 Úri muri színész Bemutató 2008. február 15.
- 2008 Egy éj Velencében színész Bemutató 2008. november 21.
- 2007 Csárdáskirálynő színész Bemutató 2007. május 11.
- 2007 Kun László színész Bemutató 2007. február 16.
- 2007 A Pál utcai fiúk színész Bemutató 2007. november 16.
- 2006 Légy jó mindhalálig színész Bemutató 2006. december 15.
- 2006 Liberté ‘ 56 színész Bemutató 2006. október 20.
- 2005 Indul a bakterház színész Bemutató 2005. november 25.
- 2005  Antigoné színész Bemutató 2005. szeptember 19.
- 2005 Bolha a fülbe színész Bemutató 2005. május 13.
- 2004 Kurázsi mama és gyerekei színész Bemutató 2004. november 19.
- 2004 A domb színész Bemutató 2004. március 4.
- 2003 Levélbomba színész Bemutató 2003. szeptember 20.
- 2003 Olvastam költőtárs színész Bemutató 2010. október 26.
- 2003 A patikus, avagy orvos is lehet tisztességes színész Bemutató 2003. december 4.
- 2002 Kiálts, város! színész Bemutató 2000. október 4.
- 2002 Csókos asszony színész Bemutató 2002. szeptember 6.
- 2001 Lúdas Matyi színész Bemutató 2001. október 21.
- 2001 A denevér színész Bemutató 2001. január 26.
- 2001 Kegyenc színész Bemutató 2001. október 12.
- 2001 Cigányszerelem színész Bemutató 2001. november 30.
- 2000 Kakuk Marci színész Bemutató 2000. december 22.
- 2000 Lovass Anita színész
- 2000 Gyalog Galopp színész Bemutató 2000. szeptember 29.
- 1999 Bál a Savoyban színész Bemutató 1999. december 17.
- 1999 Karácsonyi oratórium színész
- A padlás színész

### Filmszerepei
- 2024: Most vagy soha!
- 2017: Álom hava – Ferenc atya
- 2015: Kossuthkifli (Két sebzett szívű atya epizód) – Lógó bajuszú paraszt
- 2015: Kossuth papja – színész (magyar tévéfilm, 56 perc, 2015)
- 2014: A rögöcsei csoda – Tuba Alajos
- 2014: Az 5. íz színész (magyar filmdráma, 78 perc, 2014)
- 2012: Pillangó – színész (magyar romantikus dráma, 101 perc, 2012)
- 2011: Végítélet – színész (magyar tévéfilm, 61 perc, 2011)
- 2008: Borzontorz meséi – Mikulás, Nagyapa
- 2008: A legbátrabb város – színész (magyar dokumentum-játékfilm, 98 perc, 2008)
- 2007: Liberté ’56 – színész (magyar zenés dráma, 110 perc, 2007)
- 2002: Olvastam költőtárs… – színész (magyar ismeretterjesztő film, 56 perc, 2002)
- 1999: Kisváros (hét epizódban)
- 1995: Öregberény (Püspökkenyér epizód)
- 1994: A pénz komédiája – színész (magyar színházi közvetítés, 106 perc, 1994)
- 1985: Au nom de tous les miens (nyolc epizódban) – Zaremba
- 1983: Mint oldott kéve (Ausztria-Magyarország 1838-1847 epizód) – Richárd
- 1981: Királyi vadászat – színész (magyar színházi felvétel, 95 perc, 1981)
- 1980: Szerelmem Elektra
- 1979: Dundo Maroje színész (magyar színházi felvétel, 98 perc, 1979)

- Ördögölő Józsiás – színész (mesejáték, 140 perc)
- Borzontorz meséi

### Filmrendezései és -forgatókönyvei
- 2015: Kossuth papja
- 2014: A rögöcsei csoda
- 2014: Az 5. íz - társrendező
- 2011: Végítélet
- 2002: Olvastam, költőtárs...

## Díjai, elismerései
- Kulturális miniszteri kitüntetés (1985)
- Hajdú - Bihar Megye Tanácsának Csokonai-díja (1988)
- Az Évad Színházi Művésze (1988-89)
- Kortárs Művészeti díj (1992)
- Thália nyakkendő vándordíj (1999)
- Magyar Arany Érdemkereszt (2014)
- Debrecen Város Csokonai-díja (2016)
- Jászai Mari-díj (2020)